# Jenna Ortega

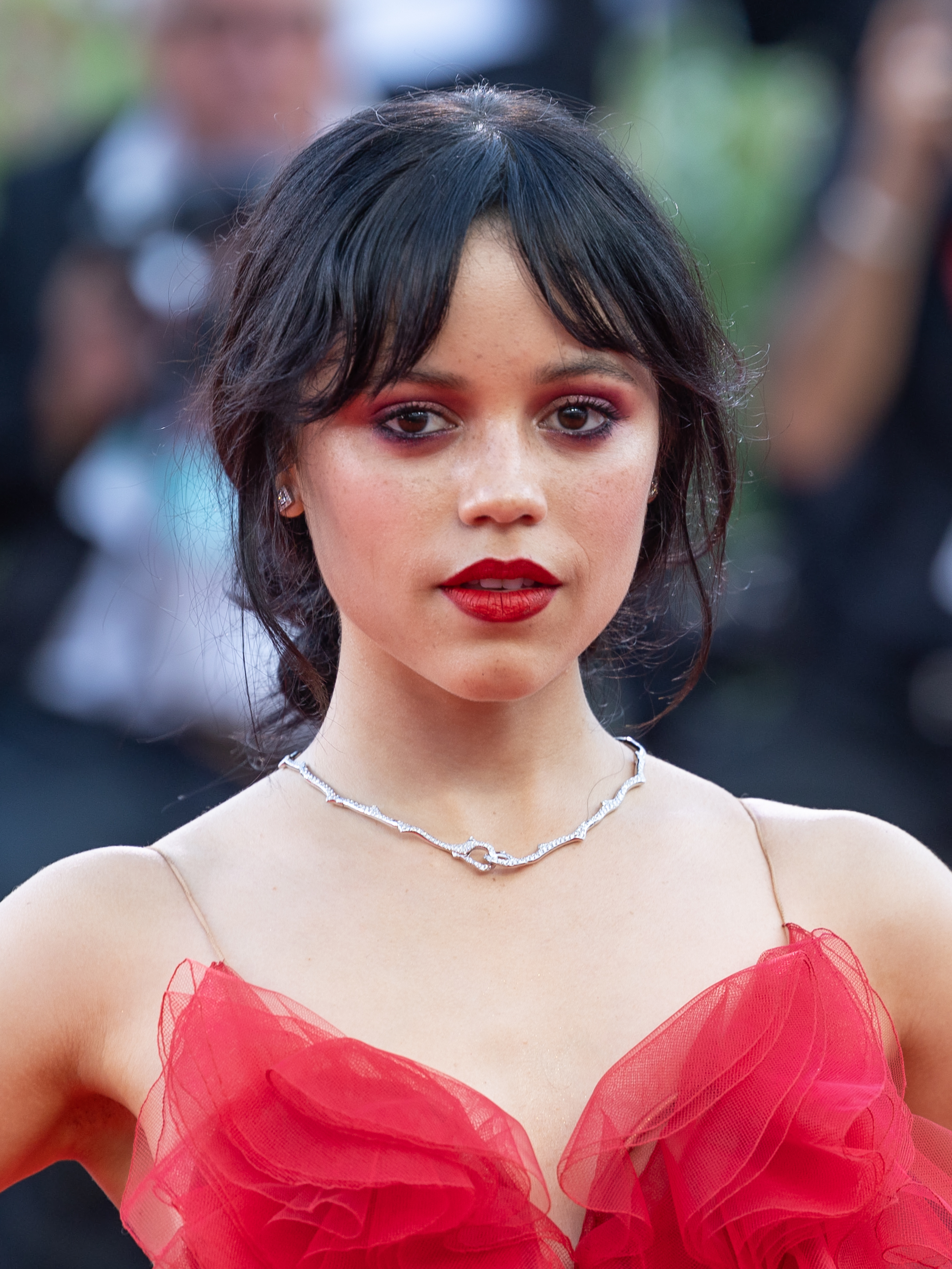
Jenna Ortega (2024)

Jenna Marie Ortega (* 27. September 2002 im Coachella Valley, Kalifornien) ist eine US-amerikanische Schauspielerin. Ortega wurde insbesondere durch die Hauptrolle Harley Diaz in der Disney-Channel-Sitcom Mittendrin und kein Entkommen sowie zuletzt als Wednesday Addams bekannt.

## Leben und Karriere
Jenna Ortega wurde im Coachella Valley im US-Bundesstaat Kalifornien geboren und begann im Alter von achteinhalb Jahren mit der Schauspielerei. Anfangs vor allem als Theaterschauspielerin und in Werbeproduktionen im Einsatz, schaffte sie mit einem Gastauftritt in je einer Episode von Rob und CSI: NY den Sprung ins Film- und Fernsehgeschäft und wurde fortan laufend für Filme und Fernsehserien gebucht. Bereits im darauffolgenden Jahr war sie in zwei international erfolgreichen Kinofilmen im Einsatz; so spielte sie die Rolle der Annie in James Wans Insidious: Chapter 2 und die Tochter des Vizepräsidenten in Iron Man 3. Des Weiteren agierte sie 2013 in einer Folge der langjährigen US-Seifenoper Zeit der Sehnsucht und übernahm auch eine wiederkehrende Rolle in der Horror-Fantasy-Serie Deadtime Stories.
2014 sah man sie unter anderem als Mary Ann in Die kleinen Superstrolche retten den Tag, einer Neuverfilmung aus der Die-kleinen-Strolche-Reihe, eine Rolle, die einst Mary Ann Jackson innehatte. In weiteren Nebenrollen sah man sie 2014 in den Nickelodeon-Filmen The Cookie Mobster und The Massively Mixed-Up Middle School Mystery sowie im Kurzfilm Young Love. Auch in diversen international bekannten Fernsehserien kam Ortega 2014 zum Einsatz. So sah man sie unter anderem als eine jüngere Version der Haupt- und Titelfigur Jane Villanueva (gespielt von Gina Rodriguez) in Jane the Virgin, in der sie bis 2019 in 30 Episoden eingesetzt wurde. In der deutschsprachigen Synchronfassung der Serie wird ihr Charakter von Lilia Duda gesprochen.
Des Weiteren hatte sie Gastauftritte in den Fernsehserien AwesomenessTV und OMG! sowie eine Sprecherrolle in einer Folge der Miniserie Over the Garden Wall des Cartoonisten Patrick McHale. Außerdem war sie in sieben Episoden der kurzlebigen US-Fernsehserie Rake von Greg Kinnear als Zoe Leon und als Protagonistin der Webserie Know It All Nina zu sehen. Bald darauf wurde sie im Oktober 2014 in die Rolle der Darcy in die Netflix-Serie Richie Rich gecastet. Als ihre deutsche Stimme tritt Lea Kalbhenn in Erscheinung. Ebenfalls 2015 spielte sie die Filmtochter von Óscar Jaenada in Juan Feldmans Filmdrama After Words, auch bekannt unter dem Arbeitstitel The Librarian. Im nachfolgenden Jahr 2016 war sie abermals in wiederkehrenden Rollen in der Disney-Channel-Serie Mittendrin und kein Entkommen und in der Disney-Junior-Zeichentrickserie Elena of Avalor zu sehen bzw. zu hören.
2019 war Ortega in der zweiten Staffel der Netflix-Serie You – Du wirst mich lieben als Ellie Alves zu sehen. Ihre Hauptrolle als Vada Cavell im 2021 erschienenen Film The Life After erfuhr positive Rezeption. Ebenfalls trat sie in Yes Day als Katie Torres auf. In der im November 2022 erschienenen Netflix-Serie Wednesday spielte sie die Hauptrolle der Wednesday Addams. Die Serie brach bereits in den ersten Tagen nach dem Erscheinen zahlreiche Rekorde und gehört unter anderem zu den in der Veröffentlichungswoche am meisten gestreamten Serien auf Netflix.
Parallel zu ihrer Schauspielkarriere tritt Ortega auch in diversen Werbespots im US-Fernsehen in Erscheinung. Dabei sah man sie bereits in Werbefilmen von Burger King, Old Navy, Fruity Pebbles oder der NASDAQ OMX Group.

## Filmografie

### Filme
- 2013: Iron Man 3
- 2013: Insidious: Chapter 2
- 2014: Die kleinen Superstrolche retten den Tag (The Little Rascals Save the Day)
- 2014: Young Love (Kurzfilm)
- 2014: The Cookie Mobster
- 2014: The Massively Mixed-Up Middle School Mystery
- 2015: After Words
- 2018: Rettet Flora – Die Reise ihres Lebens (Saving Flora)
- 2019: Wyrm
- 2020: The Babysitter: Killer Queen
- 2021: Yes Day
- 2021: The Life After
- 2022: Scream
- 2022: Studio 666
- 2022: X
- 2022: American Carnage
- 2023: Scream VI
- 2023: Finestkind
- 2024: Miller’s Girl
- 2024: Winter Spring Summer or Fall
- 2024: Beetlejuice Beetlejuice
- 2025: Death of a Unicorn
- 2025: Hurry Up Tomorrow

### Serien
- 2012: Rob (Episode 1x06)
- 2012: CSI: NY (Episode 9x04)
- 2013: Zeit der Sehnsucht (Days of Our Lives, 1 Episode)
- 2013: Deadtime Stories (2 Episoden)
- 2014: Rake (7 Episoden)
- 2014: Know It All Nina (Webserie, 8 Episoden)
- 2014: AwesomenessTV (Episode 2x08)
- 2014: OMG! (Episode 1x06)
- 2014: Hinter der Gartenmauer (Over the Garden Wall, Miniserie, Stimme, Episode 1x08)
- 2014–2019: Jane the Virgin (30 Episoden)
- 2015: Richie Rich (21 Episoden)
- 2016–2018: Mittendrin und kein Entkommen (Stuck in the Middle, 57 Episoden)
- 2016–2020: Elena von Avalor (Elena of Avalor, Stimme, 39 Episoden)
- 2018: Bizaardvark (Episode 2x18)
- 2019: You – Du wirst mich lieben (You, 10 Episoden)
- 2019–2022: Big City Greens (Stimme, 6 Episoden)
- 2020: Princess Bride (Episode 1x06)
- 2020–2022: Jurassic World: Neue Abenteuer (Jurassic World: Camp Cretaceous, Stimme, 47 Episoden)
- seit 2022: Wednesday

### Musikvideos
- 2024: Taste von Sabrina Carpenter[7]

## Auszeichnungen und Nominierungen
| Jahr | Auszeichnung                                        | Für                                 | Kategorie                                                        | Resultat  |
| ---- | --------------------------------------------------- | ----------------------------------- | ---------------------------------------------------------------- | --------- |
| 2016 | Imagen Award                                        | Stuck in the Middle                 | Beste Nachwuchsschauspielerin – Fernsehen                        | Nominiert |
| 2018 | Imagen Award                                        | Stuck in the Middle                 | Beste Nachwuchsschauspielerin – Fernsehen                        | Gewonnen  |
| 2019 | Imagen Award                                        | Stuck in the Middle                 | Beste Nachwuchsschauspielerin – Fernsehen                        | Nominiert |
| 2021 | Imagen Award                                        | Yes Day                             | Beste Hauptdarstellerin – Film                                   | Nominiert |
| 2022 | Hollywood Critics Association Midseason Film Awards | The Fallout                         | Beste Hauptdarstellerin                                          | Nominiert |
| 2022 | MTV Movie & TV Awards                               | Scream                              | Most Frightened Performance                                      | Gewonnen  |
| 2023 | Austin Film Critics Association Awards              | The Fallout, Scream, X & Studio 666 | The Robert R. „Bobby“ McCurdy Memorial Breakthrough Artist Award | Gewonnen  |
| 2023 | Dorian Awards                                       | -                                   | Rising Star Award                                                | Nominiert |
| 2023 | Fangoria Chainsaw Awards                            | Scream                              | Beste Nebendarstellerin                                          | Nominiert |
| 2023 | Imagen Award                                        | Wednesday                           | Beste Schauspielerin – Comedy (Fernsehen)                        | Gewonnen  |
| 2023 | MTV Movie & TV Awards                               | Wednesday                           | Bester Held                                                      | Nominiert |
| 2023 | MTV Movie & TV Awards                               | Wednesday                           | Bestes Duo                                                       | Nominiert |
| 2023 | MTV Movie & TV Awards                               | Wednesday                           | Bester Schauspieler in einer Serie                               | Gewonnen  |
| 2023 | Nickelodeon Kids' Choice Awards                     | Wednesday                           | Lieblings-TV-Schauspielerin (Familie)                            | Gewonnen  |
| 2023 | Screen Actors Guild Awards                          | Wednesday                           | Beste Darstellerin in einer Comedyserie                          | Nominiert |
| 2023 | Critics' Choice Super Awards                        | Wednesday                           | Beste Schauspielerin in einer Horrorserie                        | Gewonnen  |
| 2023 | Golden Globe Award                                  | Wednesday                           | Beste Serien-Hauptdarstellerin – Komödie oder Musical            | Nominiert |
| 2024 | Emmy                                                | Wednesday                           | Beste Hauptdarstellerin – Comedyserie                            | Nominiert |
| 2024 | Saturn Award                                        | Wednesday                           | Bester TV-Nachwuchsschauspieler                                  | Gewonnen  |
| 2024 | AACTA Awards                                        | -                                   | Audience Choice Favourite Actress                                | Nominiert |
| 2024 | Critics' Choice Super Awards                        | Scream VI                           | Beste Schauspielerin in einem Horrorfilm                         | Nominiert |
| 2024 | People’s Choice Awards                              | Scream VI                           | Der Dramafilmstar des Jahres                                     | Gewonnen  |
| 2025 | Saturn Award                                        | Beetlejuice Beetlejuice             | Bester Nachwuchsschauspieler                                     | Gewonnen  |